# Vitån
De Vitån is een Zweedse rivier binnen de gemeenten Gällivare, Boden en Luleå. De ruim 86 kilometer lange rivier stroomt uit het Suobbatträsket naar het zuidoosten en doet verscheidene meren aan. Bij Vitå stroomt het de Vitåfjord in. Via de Jämtöfjord en de Jämtörivier, lengte ongeveer 2,5 km, stroomt de rivier de Botnische Golf in. Het stroomgebied heeft een oppervlakte van 519 km². Jämtön is de enige grote plaats aan de rivier.
Suobbatträsket → Vitån → Vitåfjord → meer Jämtöfjord → Jämtörivier → Botnische Golf